# عبدالرزاق (بازیکن فوتبال)
عبد الرزاق (به انگلیسی: Abdul Razak)متولد ۱۱ نوامبر ۱۹۹۲ در ساحل عاج است او تاکنون در تیمهای میموساس ، کریستال پالاس ، منچستر سیتی بازی کرده‌است .